# Saint-Gobain
Saint-Gobain S.A. (Euronext: SGO

) er en fransk multinational byggematerialekoncern. Virksomheden er etableret i 1665 og har hovedsæde i udkanten af Paris. Oprindeligt var det en spejl- og glasproducent, men virksomheden producerer i dag en lang række byggematerialer og højstyrkematerialer.
Koncernen havde i 2013 en omsætning på 42,025 mia. Euro og i alt 185.364 medarbejdere ved udgangen af 2013.

## Historie
Siden midten af af 1600-tallet har der været stor efterspørgsel efter luksusprodukter som silke, blonder og spejle. I 1660'erne var spejle blevet meget populære blandt overklassen: Italienske kabinetter, balsale, slotte og udsmykkede borde blev dekoreret med dette luksuriøse produkt. På denne tid var franskmændene ikke kendt for spejlteknologi, i stedet var Republikken Venedig kendt som verdens førende glasproducent. Den franske finansminister Jean-Baptiste Colbert ønskede at Frankrig blev selvforsynende indenfor luksusprodukter og der igennem styrke den nationale økonomi.
Colbert etablerede gennem et brevpatent den offentlige virksomhed Manufacture royale de glaces de miroirs (Royal spejlglas fabrik) i oktober 1665. Virksomheden blev etableret til at eksistere i 20 år.
I 1683 blev virksomhedens finansielle aftale med staten forlænget med yderligere 20 år. Til trods for dette blev den konkurrerende virksomhed Compagnie Thévart etableret i 1688, som en delvist statsfinansieret virksomhed.
I syv år var de i direkte konkurrence, men i 1695 da der var økonomisk tilbagegang blev virksomhederne tvunget til at fusionere og dannede Compagnie Plastier.
I 1702 blev Compagnie Plastier erklæret konkurs. En gruppe Franco-Swiss protestant-banker redede virksomheden og ændrede dens navn til Compagnie Dagincourt.

## Hovedkontor
Koncernen har hovedkontor i Les Miroirs i La Défense og i Courbevoie. Den 97 meter høje bygning har været virksomhedens hovedkontor siden 1981.

## Forretningsstruktur
Saint-Gobain er organiseret i tre store sektorer (Baseret på omsætning i procent 2014): Byggemateriale-distribution (49 %), byggematerialer (27,5 %) og innovative materialer (23,5 %).

### Byggematerialedistribution
Saint-Gobain's bygematerialedistributionsdivision blev etableret i 1996. Siden da er den vokset ved organisk vækst og ved opkøb. I Danmark er Brødrene Dahl en del af koncernen. Divisionen har 4.000 byggemarkeder i 24 lande og omkring 63.000 ansatte.
Divisionens nuværende datterselskaber er:
- SGBD UK
- Raab Karcher
- Point P.
- Lapeyre
- Brødrene Dahl
- Norandex Distribution
- Optimera, med 'Monter' DIY kæde
- Øland, ventilationsmateriel

### Byggematerialer
Byggematerialedivisionen er organiseret i følgende forretningsområder:
- Gips, som fremstiller gipsplader

- Isolering, som fremstiller akustisk og termoglasisolering

- Eksteriørprodukter, som fremstiller tagmaterialer, interiør og eksteriørprodukter

- Rør, som fremstiller støbte jernrør til vand

- Mørtel, som fremstiller letklinkeaggregater.
Byggemateriale divisionen har omkring 45.000 ansatte
Datterselskaber:
- Gyproc
- Weber
- Isover

### Innovative materialer
Divisionen for innovative materialer forsker i forskellige områder af materialevidenskab, energi, miljø, og medicin, fx brændselsceller og partikelfiltre. det driver centre i Cavaillon, Northborough i Massachusetts og Shanghai. Der er i alt 35.800 ansatte.
Underenhederne er:
- Flad-glas datterselskaber: Saint-Gobain Glass, Glassolutions and Saint-Gobain Sekurit
- High Performance Materials : Saint-Gobain SEFPRO (Webside ikke længere tilgængelig) Saint-Gobain Abrasives, Saint-Gobain Crystals, Saint-Gobain Norton, Saint-Gobain Quartz and Saint-Gobain Norpro

### Emballage
Emballageenheden producerede glasvarer til fødevareindustrien. Der var omkring 20.000 ansatte i emballagedivisionen. Divisionen skiftede navn til Verallia og i 2015 blev enheden frasolgt.